# Royals de Cornwall
Les Royals de Cornwall sont une franchise junior de hockey sur glace en Amérique du Nord. L'équipe, basée à Cornwall dans la province de l'Ontario au Canada, a tout d'abord évolué dans la Ligue de hockey junior majeur du Québec (LHJMQ) de 1969 à 1981, puis dans la Ligue de hockey de l'Ontario de 1981 à 1992.

## Historique
Avant de faire partie de la Ligue de hockey junior majeur du Québec, les Royals existaient déjà dans la Central Junior A Hockey League et ce depuis 1961. Après que leur candidature pour une place dans l'Association de hockey de l'Ontario soit rejetée, ils intègrent la LHJMQ lors de sa création en 1969.
Les Royals connaissent alors de bonnes saisons ils gagnent même trois Coupes Memorial de la Ligue canadienne de hockey en 1972, 1980 et 1981.
À la suite de ce succès, l'équipe change de ligue et se joint à la Ligue de hockey de l'Ontario, décision qui aura pour effet d'énerver les partisans de la première heure et pendant les onze saisons suivantes, l'assistance du public ne sera pas extraordinaire.
En 1992, la franchise déménage à Newmarket dans la province de l'Ontario et devient les Royals de Newmarket pour deux saisons avant de prendre la direction de Sarnia pour devenir le Sting de Sarnia.

### Palmarès de l'équipe
Évoluant dans la Central Junior A Hockey League, les Royals ont gagné le titre de la saison régulière en 1966, 1967 et 1968. Du temps de leur présence dans la Ligue de hockey de l'Ontario, les Royals n'ont rien gagné, au niveau équipe.
Dans la LHJMQ, au total, les Royals ont remporté cinq titres divisions, trois Coupes du Président et à chaque fois les trois Coupes Memorial. Les Royals font partie du cercle restreint des sept équipes ayant gagné la Coupe Memorial deux années de suite (en 1980 et 1981)
- Titres de division :
  - Champion de la division Ouest en 1971-1972 (96 points) 1973-1974 (94 points).
  - Champion de la division Lebel en 1977-1978 (100 points), 1979-1980 (88 points) et 1980-1981 (90 points).
- Trophée Jean-Rougeau (ce trophée récompense la meilleure équipe de la saison régulière)
  - 1971-1972 : 96 points
  - 1980-1981 : 90 points
- Coupe du Président
  - 1972 : champions contre les Remparts de Québec
  - 1980 : champions contre les Castors de Sherbrooke
  - 1981 : champions contre les Draveurs de Trois-Rivières
- Coupe Memorial
  - 1972 : champion de la LCH contre les Petes de Peterborough
  - 1980 : champion de la LCH contre les Petes de Peterborough
  - 1981 : champion de la LCH contre les Rangers de Kitchener

## Statistiques

### Dans la LHJMQ
| Saison    | PJ | V  | D  | N  | BP  | BC  | Pts | Classement         | Séries éliminatoires |
| --------- | -- | -- | -- | -- | --- | --- | --- | ------------------ | -------------------- |
| 1969-1970 | 56 | 24 | 31 | 1  | 223 | 255 | 49  | 2e division Ouest  | Éliminés au 1er tour |
| 1970-1971 | 62 | 22 | 40 | 0  | 260 | 326 | 44  | 10e LHJMQ          | Non qualifiés        |
| 1971-1972 | 62 | 47 | 13 | 2  | 361 | 182 | 96  | 1er LHJMQ          | Vainqueurs           |
| 1972-1973 | 64 | 43 | 19 | 2  | 365 | 253 | 88  | 2e LHJMQ           | Finalistes           |
| 1973-1974 | 70 | 46 | 22 | 2  | 438 | 328 | 94  | 1er division Ouest | Éliminés au 1er tour |
| 1974-1975 | 72 | 36 | 24 | 12 | 322 | 296 | 84  | 3e division Ouest  | Éliminés au 1er tour |
| 1975-1976 | 72 | 39 | 24 | 9  | 349 | 270 | 87  | 2e division Ouest  | Éliminés au 2e tour  |
| 1976-1977 | 72 | 38 | 24 | 10 | 345 | 281 | 86  | 2e division Lebel  | Éliminés au 2e tour  |
| 1977-1978 | 72 | 46 | 18 | 8  | 404 | 258 | 100 | 1er division Lebel | Éliminés au 2e tour  |
| 1978-1979 | 72 | 29 | 36 | 7  | 361 | 397 | 65  | 3e division Lebel  | Éliminés au 1er tour |
| 1979-1980 | 72 | 41 | 25 | 6  | 388 | 333 | 88  | 1er division Lebel | Vainqueurs           |
| 1980-1981 | 72 | 44 | 26 | 2  | 403 | 311 | 90  | 1er division Lebel | Vainqueurs           |

### Dans la LHO
| Saison    | PJ | V  | D  | N | BP  | BC  | Pts | Classement         | Séries éliminatoires |
| --------- | -- | -- | -- | - | --- | --- | --- | ------------------ | -------------------- |
| 1981-1982 | 68 | 28 | 35 | 5 | 303 | 327 | 61  | 6e division Leyden | Éliminés au 1er tour |
| 1982-1983 | 70 | 36 | 33 | 1 | 370 | 335 | 73  | 5e division Leyden | Éliminés au 2e tour  |
| 1983-1984 | 70 | 33 | 37 | 0 | 348 | 375 | 66  | 6e division Leyden | Éliminés au 1er tour |
| 1984-1985 | 66 | 34 | 30 | 2 | 355 | 344 | 70  | 4e division Leyden | Éliminés au 2e tour  |
| 1985-1986 | 66 | 28 | 36 | 2 | 307 | 356 | 58  | 5e division Leyden | Éliminés au 1er tour |
| 1986-1987 | 66 | 23 | 40 | 3 | 261 | 369 | 49  | 6e division Leyden | Éliminés au 1er tour |
| 1987-1988 | 66 | 35 | 24 | 7 | 333 | 255 | 77  | 3e division Leyden | Éliminés au 2e tour  |
| 1988-1989 | 66 | 31 | 30 | 5 | 350 | 308 | 67  | 4e division Leyden | Éliminés au 3e tour  |
| 1989-1990 | 66 | 24 | 38 | 4 | 309 | 361 | 52  | 6e division Leyden | Éliminés au 1er tour |
| 1990-1991 | 66 | 23 | 42 | 1 | 281 | 335 | 47  | 7e division Leyden | Non qualifiés        |
| 1991-1992 | 66 | 38 | 22 | 6 | 328 | 289 | 82  | 3e division Leyden | Éliminés au 1er tour |

## Joueurs et entraîneurs

### Joueurs récompensés
Cette section présente l'ensemble des trophées gagnés par les joueurs et dirigeants des Royals.

#### Trophées de la LCH
- Joueur de la saison LCH
  - 1980-1981 :  Dale Hawerchuk
- Défenseur de la saison LCH
  - 1989-1990 : John Slaney
- Étudiant la saison LCH
  - 1991-1992 : Nathan LaFayette

#### Trophées de la LHJMQ
Trophée Michel-Brière
Ce trophée récompense le meilleur joueur de la saison.
- 1973-1974 : Gary MacGregor
- 1974-1975 : Mario Viens
- 1980-1981 : Dale Hawerchuk

Trophée Guy-Lafleur
Ce trophée récompense le meilleur joueur des séries éliminatoires.
- 1979-1980 : Dale Hawerchuk

Trophée Jean-Béliveau
Ce trophée récompense le meilleur buteur de la saison.
- 1980-1981 Dale Hawerchuk

Trophée Michel-Bergeron
Ce trophée récompense la meilleure recrue offensive de la saison.
- 1970-1971 : Bob Murphy
- 1971-1972 : Bob Murray
- 1979-1980 : Dale Hawerchuk

Trophée Émile-Bouchard
Ce trophée est remis au meilleur défenseur de la saison.
- 1980-1981 : Fred Boimistruck

Trophée Jacques-Plante
Le trophée est remis au gardien de but qui a encaissé le moins de buts.
- 1971-1972 : Richard Brodeur
- 1975-1976 : Tim Bernhardt
- 1976-1977 : Tim Bernhardt
- 1977-1978 : Tim Bernhardt

Trophée Michael-Bossy
Ce trophée est remis au joueur de qui est jugé comme étant le plus grand espoir de joueur professionnel de la ligue.
- 1980-1981 : Dale Hawerchuk

Trophée Frank-J.-Selke
Ce trophée est remis au joueur avec le meilleur état d'esprit de la ligue.
- 1971-1972 : Gerry Teeple
- 1973-1974 : Gary MacGregor

#### Trophées de la LHO
- Trophée Red-Tilson
  - 1982-1983 : Doug Gilmour
  - 1985-1986 : Ray Sheppard
- Trophée Eddie-Powers
  - 1982-1983 : Doug Gilmour
  - 1985-1986 : Ray Sheppard
- Trophée Jim-Mahon
  - 1982-1983 : Ian MacInnis
  - 1985-1986 : Ray Sheppard
  - 1989-1990 : Owen Nolan

- Trophée Max-Kaminsky
  - 1989-1990 : John Slaney
- Trophée du meilleur gardien
  - 1987-1988 : Rick Tabaracci
- Trophée de la famille Emms
  - 1989-1989 : Owen Nolan
- Trophée Bobby-Smith
  - 1990-1991 : Nathan LaFayette
  - 1991-1992 : Nathan LaFayette

#### Temple de la renommée du hockey
Cette section présente les joueurs importants dans l’histoire des Royals qui ont acquis une des plus belles récompense dans la LNH, l’accès au Temple de la renommée du hockey. Pour être admis au Temple de la renommée, le dossier de chaque pétitionnaire devra passer devant dix-huit membres du comité et recevoir au moins les trois-quarts des votes (quinze membres) . Chaque année, sont admis au maximum :
- quatre joueurs,
- deux bâtisseurs. Cette catégorie correspond aux personnes qui ne jouent pas directement au hockey mais ont un impact significatif sur le hockey. Il peut s’agir d’entraîneurs, de présidents, de propriétaires de franchises ou encore de personnalités des médias.
- un arbitre ou juge de ligne.

Pour les joueurs, l’arbitre ou juge de ligne, la personne doit avoir pris sa retraite de sa carrière en glace depuis au moins trois ans. Dans le passé, il y a eu des exceptions pour les joueurs dotés d’un talent exceptionnel qui, selon le comité, méritaient d’être intronisés avant les trois années règlementaires. Cela a été le cas pour une dizaine de joueurs dont Mario Lemieux.
Deux anciens joueurs des Royals ont été admis au Temple de la renommée du hockey.
Le premier est l'ancien gardien des Islanders de New York Billy Smith. Smith a joué en tant que gardien pour les Royals lors de leur première saison en 1969-1970. L'année d'après, il est choisi par les Kings de Los Angeles lors du repêchage d'entrée dans la Ligue nationale de hockey en cinquième ronde. Il est le premier gardien de but à être crédité d'un but. Il est admis en 1993 au Temple de la renommée.
Dale Hawerchuk est le second ancien joueur des Royals à voir été admis au Temple de la renommée. Il a guidé son équipe à la Coupe Memorial lors des saisons 1980 et 1981. Au cours du repêchage d'entrée de 1981, il est le premier choix des Jets de Winnipeg. Dans sa carrière dans la LNH, il cumule 1 409 points et 518 buts en 16 saisons.

### Entraîneurs
Cette section présente les différents entraîneurs de l'équipe que ce soit sous sa première ou sous sa seconde forme.
Orval Tessier a guidé les Royals à leur première Coupe Memorial en 1972, Doug Carpenter à leur seconde en 1980 et Bob Kilger à leur dernière en 1981.
Marc Crawford, ancien joueur des Royales, sera également entraîneur de l'équipe pendant deux ans et par la suite, il prend la tête des Nordiques de Québec de la Ligue nationale de hockey pour la saison 1994-95. L'équipe déménagera l'année suivante pour devenir l'Avalanche du Colorado et il les mènent à la Coupe Stanley en 1996. Il est présentement entraîneur-associée avec les Sénateurs d'Ottawa.

#### Liste des entraîneurs
- saison 1981-1982 : Bob Kilger
- saison 1982-1983 : Bob Kilger, Bill Murphy, Gord Woods et Jocelyn Guevremont
- saison 1983-1984 : Jocelyn Guevremont
- saison 1984-1985 : Floyd Crawford
- saison 1985-1986 : Tony Zappia
- de 1986 à 1989 : Orval Tessier
- de 1989 à 1991 : Marc Crawford
- saison 1991-1992 : John Lovell

## Patinoires
Les Royals ont joué leurs matchs de la LHJMQ dans la patinoire Water Street Arena, de leur première saison à 1976, année où elle est renommée Si Miller Arena en l'honneur du directeur des parcs et jardins de la mairie.
Du temps de l'OHL, les Royals jouaient dans le Cornwall Civic Complex, situé à deux pas dans l'ancienne patinoire. Cette patinoire a accueilli en 1990 le Match des étoiles entre l'OHL et la LHJMQ, gagné par l'OHL 3 buts à 0.